# Paolo Olmi (Mönch)
Paolo Olmi (auch: Paul Olmi, Paulus Ulmeus, Paulus Lumlius, Paulus de Bergamo, Paulus Bergomensis; * 1414 in Bergamo; † Juni 1484 in Cremona) war ein italienischer Augustinermönch und Historiograph.
Olmi studierte Jura in Padua, bevor er sich 1449 dem Augustinerorden anschloss. Von 1463 bis 1469 war er Prior des Augustinerkonvents in Mailand, der finanziell von den Mitgliedern des Sforza-Dynastie unterstützt wurde. Der Konvent verfügte über ein Skriptorium und vermutlich eine Druckerei, wo der deutsche Eremit Johannes Bonus seine frühen Druckschriften produzierte. 1472, während des Pontifikats von Sixtus IV., wurde er mit Taddeo d’Ivrea und Agostino de Crema nach Rom entsandt, um eine Reform des Klosters von Santa Maria del Popolo durchzuführen. Er wurde hier 1474, 1478 und 1479 erneut zum Prior gewählt und begann 1480 mit der Einrichtung einer Bibliothek.
Als Autor wurde Olmi mit Lebensbeschreibungen von Frauen bekannt. Er verfasste Biographien von Monika, der Mutter des Augustinus, und von Maddalena Alberici da Como. Eine Schrift über Maria de Genoa und eine Vita Helenae utinensis sind verloren gegangen. Zudem förderte er, möglicherweise durch Predigten, die Verehrung der Clara de Montefalco in der Region von Brescia. Giovanni Michele Carrara, Autor der ersten Vita Claras, gab an, durch Olmi auf sie aufmerksam geworden zu sein.